# Hartmut Zelinsky

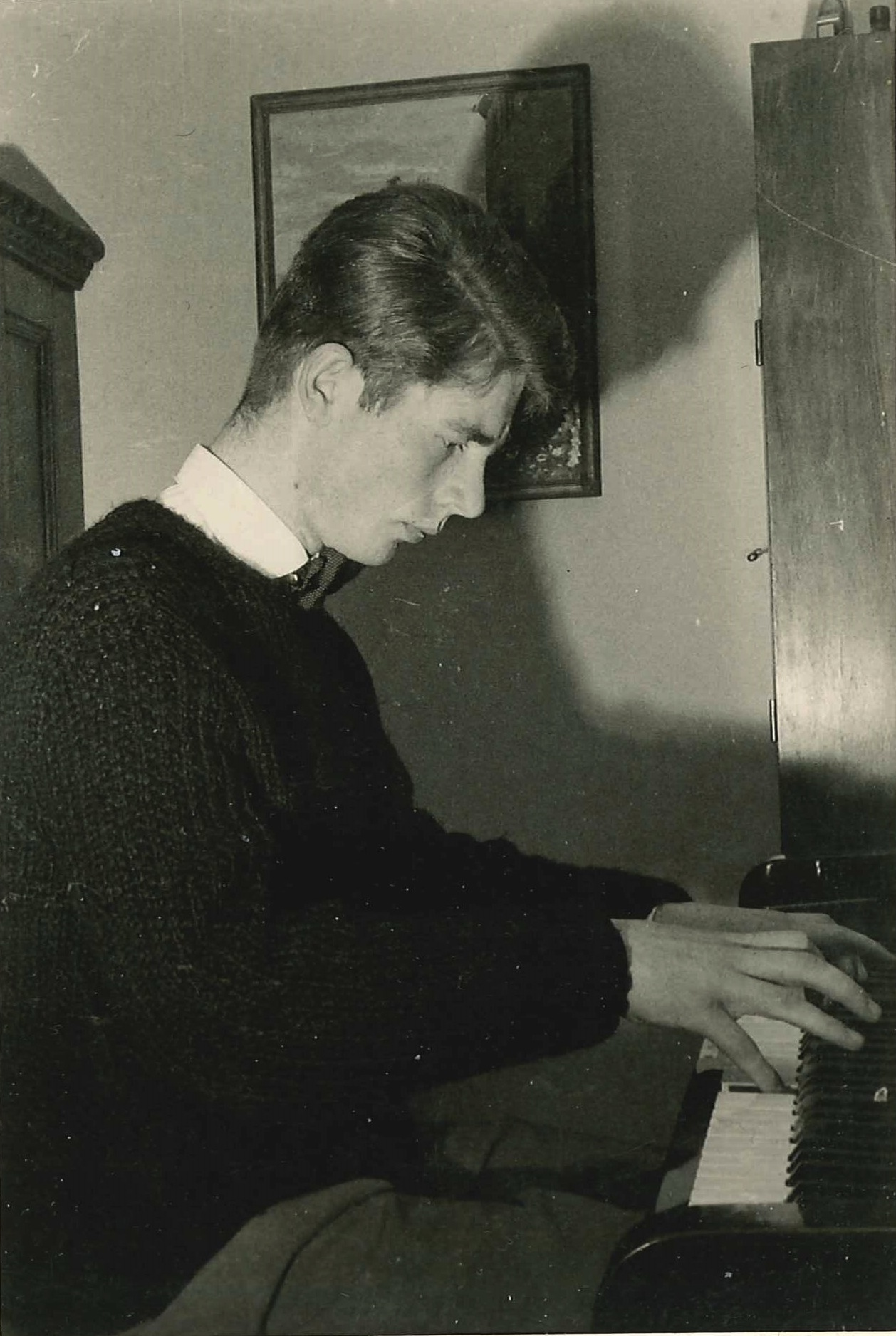
Hartmut Zelinsky als 18-Jähriger

Hartmut Zelinsky  (* 21. April 1941 in Heiligenbeil/Ostpreußen) ist ein deutscher Kulturwissenschaftler.
Zelinsky studierte Germanistik, Sinologie und politische Wissenschaften in Erlangen, Frankfurt a. M. und München (u. a. bei Hans-Joachim Schoeps, Hans Steininger, Hans Schwerte, Theodor W. Adorno, Max Horkheimer, Carlo Schmid, Otto Vossler, Heinz Otto Burger, Roger Bauer, Herbert Franke, Wolfgang Bauer, Eric Voegelin). 1971 wurde er mit einer Arbeit über Hugo von Hofmannsthal promoviert. 1972–1988 lehrte er an der Ludwig-Maximilians-Universität München. Er lebt als Literatur- und Kulturwissenschaftler in München.

## Werke

### Monographien
- Brahman und Basilisk. Hugo von Hofmannsthals poetisches System und sein lyrisches Drama »Der Kaiser und die Hexe«. Münchner Germanistische Beiträge, Bd. 13. Wilhelm Fink Verlag, München 1974
- Richard Wagner – ein deutsches Thema. Eine Dokumentation zur Wirkungsgeschichte Richard Wagners 1876 – 1976.  (Mit jeweiligen Kommentaren zu den aufgeführten Bild- und Textdokumenten und dem Rahmenessay Richard Wagner und die Folgen). Zweitausendeins, Frankfurt a. M. 1976, Medusa Verlag, Berlin, Wien 1983, 3. Aufl.
- Sieg oder Untergang: Sieg und Untergang.  Kaiser Wilhelm II., die Werk-Idee Richard Wagners und der »Welt-Kampf«. Keysersche Verlagsbuchhandlung, München 1990

### Aufsätze und Vorträge
- Nachwort zu einer bibliophilen Ausgabe – 100 nummerierte Exemplare – des Chandos-Briefes von Hugo von Hofmannsthal. Herbert Post Presse, München 1966.
- Thomas Bernhards »Amras« und Novalis, mit besonderer Berücksichtigung von dessen Krankheitsphilosophie. In: Literatur und Kritik, September 1966, und: Über Thomas Bernhard, Frankfurt a. M. 1970 (edition suhrkamp 401).
- Artikel zu Villa und Vereinigung durch den Feind hindurch von Rudolf Borchardt. In: Kindlers Literatur-Lexikon, München 1973.
- Die »Konservative Revolution« bei Thomas Mann und Hugo von Hofmannsthal. Vortrag, Deutsch-Österreichische Gesellschaft, Wien 1975.
- Hugo von Hofmannsthal und Asien. In: Roger Bauer u. a. (Hrsg.): Fin de Siècle. Zur Literatur und Kunst der Jahrhundertwende. Frankfurt a. M. 1977, S. 508–566.
- Blick auf Richard Wagner und seine Erben. In: Dietrich Mack (Hrsg.): Theaterarbeit an Wagners Ring. München 1978, S. 226–239.
- Die »feuerkur« des Richard Wagner oder die »neue Religion« der Erlösung durch »Vernichtung«. In: Richard Wagner – Wie antisemitisch darf ein Künstler sein?  Musik-Konzepte 5. München 1978, S. 79–112.
- Der »Weg« der »Blauen Reiter«. Zu Schönbergs Widmung an Kandinsky in die »Harmonielehre«. In: Jelena Hahl-Koch (Hrsg.): Briefwechsel Schönberg – Kandinsky. Salzburg 1980, S. 222 – 270; s. a. dtv 2883, München 1983.
- Richard Wagners »Kunst- und Weltanschauung« und ihre Kritik in zeitgenössischen Karikaturen. In: Klaus Herding, Gunter Otto (Hrsg.): »Nervöse Auffangsorgane des inneren und äußeren Lebens« - Karikaturen. (Symposion anläßlich des 50. Todestages von Aby Warburg in Hamburg 1979.) Gießen 1980, S. 206–233.
- Der »Plenipotentarius des Untergangs« oder der Herrschaftsanspruch der antisemitischen Kunstreligion des selbsternannten Bayreuther Erlösers Richard Wagner. Anmerkungen zu Cosima Wagners Tagebüchern 1869-1883. (Geschrieben 1979) In: Neohelicon IX, 1, Budapest, Amsterdam 1982, S. 145–176.
- Rettung ins Ungenaue. Zu Martin Gregor-Dellins Wagner-Biographie. In: Richard Wagner – Parsifal. Musik-Konzepte 25. München 1982, S. 74–115.
- Richard Wagners letzte Karte. Anmerkungen zum Bühnenweihfestspiel »Parsifal«. In: Süddeutsche Zeitung, 24./25. Juli 1982. Wieder In: Attila Csampai, Dietmar Holland (Hrsg.): Richard Wagner: Parsifal. Texte, Materialien, Kommentare. Reinbek 1984 (rororo 7809).
- »Spiegel«-Gespräch: »Zu schönen Klängen eine brutale Ideologie«. Wagner-Forscher Hartmut Zelinsky über Parsifal und dessen Auswirkungen auf Hitler und Holocaust. In: Der Spiegel, 19. Juli 1982. Wieder In: Klaus Umbach (Hrsg.): Richard Wagner – Ein deutsches Ärgernis. (Spiegel-Buch). Reinbek 1982, S. 38–52.
- Richard Wagners »Kunstwerk der Zukunft« und seine Idee der Vernichtung. Als Vortrag Europäisches Forum Alpbach 1984. In: Joachim H. Knoll, Julius H. Schoeps (Hrsg.): Geschichtsprophetien im 19. und 20. Jahrhundert. Stuttgart, Bonn 1984, S. 84–106.
- Das erschreckende »Erwachen«, und wie man Wagner von Hitler befreit.  In: Neue Zeitschrift für Musik, September 1983, S. 9–16
- Artikel über Siegfried Lipiner. In: Neue Deutsche Biographie 14, 1985.
- Hermann Levi und Bayreuth oder Der Tod als Gralsgebiet. In: Walter Grab (Hrsg.): Beiheft 6 zum Jahrbuch des Instituts für Deutsche Geschichte der Universität Tel Aviv. Tel Aviv 1984, S. 309–353. Wieder In: Fono Forum, Heft 7–11, München 1985.
- Briefe Rudolf Borchardts an eine junge Pianistin aus der Zeit des Pisa-Buches (1932/38). Vortrag beim Rudolf-Borchardt-Colloquium in Grosseto. 2.–6. April 1985.
- AUGEN WELT AUGEN. Anmerkungen zur Geschichte und Bildgeschichte des Blickes (mit 66 Bildbeispielen). Vortrag an der Akademie der Bildenden Künste in München, Juni 1985.
- »Aber unten liegt ein Land...«. Das Italienerlebnis deutscher Dichter im 19. Jahrhundert. Vortrag bei der 28. Jahrestagung der Gesellschaft für Geistesgeschichte e. V. »Reisen und Reisende im 19. Jahrhundert«, Oktober 1985.
- Arnold Schönberg – der Wagner Gottes. Anmerkung zum Lebensweg eines deutschen Juden aus Wien. In: Neue Zeitschrift für Musik, April 1986
- Die deutsche Losung Siegfried oder die »innere Notwendigkeit« des Judenfluches im Werk Richard Wagners. In: Udo Bermbach (Hrsg.): In den Trümmern der eigenen Welt. Hamburger Vorlesungen zu Richard Wagners »Der Ring des Nibelungen«. Berlin, Hamburg 1989, S. 187–236. Auch in (gek. u. d. T.: Die deutsche Losung Siegfried): Wolfgang Storch (Hrsg.): Katalog »Die Nibelungen«. Haus der Kunst, München 1987.
- Der Dirigent Hermann Levi. Anmerkungen zur verdrängten Geschichte des jüdischen Wagnerianers. In: Manfred Treml, Josef Kirmeier (Hrsg. u. M. von Evamaria Brockhoff): Geschichte und Kultur der Juden in Bayern. Haus der Bayerischen Geschichte, München 1988, S. 411–430.
- Einleitung zu: Briefwechsel Gabriele von Koenig-Warthausen – Ernst Norlind 1931 – 1952. Herausgegeben von Hartmut Zelinsky. Privatdruck Warthausen 1982.
- Kaiser Wilhelm II., die Werk-Idee Richard Wagners und der »Weltkampf«. In: John C. G. Röhl (Hrsg.): Wilhelm II. und das System des »Persönlichen Regiments«: Strukturen, Grenzen, Konsequenzen. (Schriften des Historischen Kollegs, Kolloquien 17). München 1991.
- Die Auseinandersetzung mit China in der deutschen Literatur seit der Jahrhundertwende, insbesondere die Taoismus-Rezeption. Vortrag Schanghai, April 1989,  Peking, Mai 1989, Bonn, Mai 1990. Gek. u. d. T.: Kultur statt Macht. China und Taoismus-Rezeption in der deutschen Literatur des 20. Jahrhunderts. Neue Zürcher Zeitung, 18./19. Mai 1991.
- Hartmut Zelinsky und Stephan Reimertz diskutieren über Richard Wagner. Gesprächsleitung: Wolfgang Müller (Dramaturgie Komische Oper). Deutschlandradio Kultur, Mai 1992.
- Kritische Tänze. Zum 90. Geburtstag der Tänzerin Claire Eckstein. In: Süddeutsche Zeitung, 8. Juli 1994.
- »Der größte Gegner des Führers«. Carl Wentzel-Teutschenthal, ein vergessener Widerstandskämpfer. (Anläßlich seines 50. Todestages am 20. Dezember 1944). In: Süddeutsche Zeitung, 30. Dezember 1994
- Rudolf Borchardt und Wilhelm II.  Vortrag beim Symposion der Rudolf-Borchardt-Gesellschaft in Verbindung mit dem Literarischen Colloquium Berlin »Rudolf Borchardt und seine Zeitgenossen«, 6.–8. Juli 1995. Erweiterte Fassung: Das Reich, der Posteritätsblick und die Erzwingung des Feindes. Rudolf Borchardts Aufsatz Der Kaiser aus dem Jahre 1908 und seine Wende zur Politik. In: Ernst Osterkamp (Hrsg.): Rudolf Borchardt und seine Zeitgenossen (= Quellen und Forschungen zur Literatur- und Kulturgeschichte. Band 10 [244]). De Gruyter, Berlin/New York 1997, ISBN 978-3-11-015603-4, S. 281–333.
- Erinnerungen an Werner Kraft in München und Jerusalem. In: Werner Kraft 1896–1991.  Bearbeitet von Jörg Drews. Marbacher Magazin 75/1996.
- Zeitlupe der Seele. Arnold Schönbergs Kurzoper »Erwartung« im zeitlichen Kontext. Vortrag am 23. Mai 1996 im Rahmen des Projektes: Wiener Schule von Giuseppe Sinopoli an der Sächsischen Staatsoper Dresden. In: Arnold Schönberg – Erwartung.  Mit Beiträgen von Wolfgang Willaschek, Hartmut Zelinsky und Siegfried Maurer, 1996.
- Anmerkungen zu Guido und Michael Grandts »Schwarzbuch Anthroposophie. Rudolf Steiners okkult-rassistische Weltanschauung«. Unveröffentlichter Aufsatz, 1996.
- Leichte Schwere. Zu Richard Kings Holz und Marmorskulpturen. Vortrag, Paros, 20. September 1997.
- Die Kulturwissenschaftliche Bibliothek Aby Warburgs als Laboratorium des Geistes.  Vortrag am 20. Juni 1997 im Warburg Haus in Hamburg
- Ideenskizze für einen Film über Fritz von Unruh (1885–1970). Juni 1998.
- Der Mythos fällt aus dem Rahmen. Rezension des Buches Wagner Theater von Nike Wagner. In: Die Weltwoche, 30. Juli 1998.
- Bilderwelten. Winfried Tonner und die Künstlertradition der Familie Roller. In: Winfried Tonner und die Künstlertradition der Familie Roller.  Katalog der Ausstellung des Adalbert Stifter Vereins e. V., München, Museum Ostdeutsche Galerie, Regensburg 18. 4.–16. 5. 1999 und Galerie Luzánky CVC, Brno/Brünn 1. 7.–15. 8. 1999, S. 10–26.
- Richard Wagners »Bühnenweihfestspiel« »Parsifal« und seine Blutideologie. Schloß Elmau, 2. April 1999.
- Verfall, Vernichtung, Weltentrückung. Richard Wagners antisemitische Werk-Idee als Kunstreligion und Zivilisationskritik und ihre Verbreitung bis 1933.  In: Saul Friedländer, Jörn Rüsen (Hrsg.): Richard Wagner im Dritten Reich. Ein Schloß Elmau-Symposion.  München 2000, S. 309–341.
- Aufsatz über Volkmar (von) Zühlsdorff. Geschrieben für: John M. Spalek, Joseph Strelka (Hrsg.): Projekt Deutschsprachige Exilliteratur seit 1933, Teilband New York 1995.
- »Ich bin ein dröhnen nur der heiligen stimme«. Zum ideologischen Hintergrund des von Arnold Schönberg 1918 begründeten und beherrschten Vereins für musikalische Privataufführungen in Wien. Oleg Kagan Musikfest, 12. Juli 2001.
- Von Levi bis Levine. Zur Spur des jüdischen Wagnerianers in der Wirkungsgeschichte Richard Wagners. Symposion Wagner im Kontext –  Kunst, Ideologie, Politik. Universität Tel Aviv Institut für deutsche Geschichte, 13. November 2001.
- Zur »Konservativen Revolution« in der Literatur und bei den Künstlern R. Wagner, S. George, A. Schönberg, R. Borchardt, H. v. Hofmannsthal. Tagung »Revolution von Rechts?« Faschistische und nationalsozialistische Tendenzen in Wissenschaft, Kunst und Literatur. Theodor-Heuss-Akademie, Bildungsstätte der Friedrich-Naumann-Stiftung, Gumnmersbach 15.–17. Dezember 2002.
- Richard Wagners Blutideologie und Vernichtungs-Antisemitismus und ihre deutsche Breitenwirkung von der Wilhelminische Zeit bis zum »Dritte Reich« Tagung »Revolution von Rechts?« Faschistische und nationalsozialistische Tendenzen in Wissenschaft, Kunst und Literatur. Theodor-Heuss-Akademie, Bildungsstätte der Friedrich-Naumann-Stiftung, Gumnmersbach 15.–17. Dezember 2002.
- Theodor Sappers »Kettenreaktion Kontra«: Ein Roman als »Wortrequiem«. Nachwort zum Roman »Kettenreaktion Kontra« von Theodor Sapper, herausgegeben von Hartmut Zelinsky.  Salzburg 2006.
- Ferne Welten. Nachwort zu: Peter Spiro: Nur uns gibt es nicht wieder. Erinnerungen. Hürth 2010, S. 111–124.
- Wien und Wagner.  In: Österreichische Musikzeitschrift Nr. 6, Dezember 2012 (Online).
- Richard Strauss 2014. In: Schweiget doch, ihr Stimmen! Ich hab’ es nicht getan! Zur Auseinandersetzung mit Richard Strauss. Max Joseph. Münchner Opernfestspiele 2014, S. 114–120 (Vollständige Fassung).

## Auszeichnungen
- Kulturförderpreis Regensburg 1981

| Personendaten    | Personendaten                   |
| ---------------- | ------------------------------- |
| NAME             | Zelinsky, Hartmut               |
| KURZBESCHREIBUNG | deutscher Kulturwissenschaftler |
| GEBURTSDATUM     | 21. April 1941                  |
| GEBURTSORT       | Heiligenbeil/Ostpreußen         |